# إريس بيترسون
إريس بيترسون (بالإنجليزية: Iris Peterson)‏ هي مضيفة طيران أمريكية، ولدت في 1922.